# Artur Pikk
Artur Pikk (ur. 5 marca 1993 w Tartu) – estoński piłkarz grający na pozycji lewego obrońcy. 

## Kariera piłkarska
Swoją karierę piłkarską Pikk rozpoczynał w juniorach takich klubów jak: Velldoris, Valga Warrior, Flora Rakvere i Levadia Tallinn. W 2009 roku został zawodnikiem HaServ Tartu, w którym w latach 2009–2010 grał w II Liiga (III poziom rozgrywkowy). W 2011 roku wrócił do Levadii Tallinn i niedługo potem został wypożyczony do Tartu JK Tammeka. Zadebiutował w nim 2 kwietnia 2011 w zremisowanym 1:1 domowym meczu z JK Narva Trans. W zespole Tartu JK Tammeka grał do połowy 2012 roku.
Latem 2012 roku Pikk wrócił do Levadii, w której zadebiutował 7 sierpnia 2012 w wygranym 4:0 domowym meczu z Paide Linnameeskond. W sezonie 2012 wywalczył wicemistrzostwo Estonii oraz zdobył Puchar Estonii. W sezonie 2013 został mistrzem kraju. W sezonie 2014 wywalczył dublet (mistrzostwo i puchar), a w sezonie 2015 – wicemistrzostwo.
W lutym 2016 roku Pikk przeszedł do BATE Borysów. Swój debiut w BATE zaliczył 2 kwietnia 2016 w zwycięskim 4:1 wyjazdowym meczu z Dynamą Brześć. W sezonie 2016 wywalczył z BATE mistrzostwo Białorusi.
W 2017 roku Pikk został zawodnikiem słowackiego klubu MFK Ružomberok. Zadebiutował w nim 21 października 2017 w wygranym 3:0 wyjazdowym meczu z FK Senica.
| Sezon   | Klub             | Kraj     | Rozgrywki        | Mecze | Gole |
| ------- | ---------------- | -------- | ---------------- | ----- | ---- |
| 2009    | HaServ Tartu     | Estonia  | II Liiga         | ?     | ?    |
| 2010    | HaServ Tartu     | Estonia  | II Liiga         | ?     | ?    |
| 2011    | Tartu JK Tammeka | Estonia  | Meistriliiga     | 27    | 1    |
| 2012    | Tartu JK Tammeka | Estonia  | Meistriliiga     | 12    | 0    |
| 2012    | Levadia Tallinn  | Estonia  | Meistriliiga     | 16    | 3    |
| 2013    | Levadia Tallinn  | Estonia  | Meistriliiga     | 31    | 1    |
| 2014    | Levadia Tallinn  | Estonia  | Meistriliiga     | 33    | 2    |
| 2015    | Levadia Tallinn  | Estonia  | Meistriliiga     | 29    | 1    |
| 2016    | BATE Borysów     | Białoruś | Wyszejszaja liha | 17    | 0    |
| 2017    | BATE Borysów     | Białoruś | Wyszejszaja liha | 3     | 0    |
| 2017/18 | MFK Ružomberok   | Słowacja | I liga           | 17    | 0    |
| 2018/9  | Miedź Legnica    | Polska   | Ekstraklasa      |       |      |

## Kariera reprezentacyjna
Pikk grał w młodzieżowych reprezentacjach Estonii na różnych szczeblach wiekowych. W reprezentacji Estonii zadebiutował 7 czerwca 2014 roku w wygranym 2:1 towarzyskim meczu ze Tadżykistanem, rozegranym w Tallinnie, gdy w 90. minucie zmienił Kena Kallaste.